# Rhipidura albiventris
El abanico cabeciazul de las Bisayas (Rhipidura albiventris) es una especie de ave paseriforme de la familia Rhipiduridae endémica del centro y oeste de las Filipinas. Anteriormente se consideraba conespecífico del abanico cabeciazul y del abanico cabeciazul de Tablas.

## Distribución y hábitat
Se encuentra en varias de las islas Bisayas (Panay, Negros y Guimarás) y dos islas aledañas (Masbate y Ticao). Su hábitat natural son los bosques húmedos tropicales.